# Ferme de la Vacherie
La ferme de la Vacherie est un monument historique situé à Oberlarg, dans le département français du Haut-Rhin.

## Localisation
Ce bâtiment est situé à la Vacherie à Oberlarg.

## Historique
L'édifice fait l'objet d'une inscription au titre des monuments historiques depuis 2007.